# Kageyama Toshiro
Toshiro Kageyama (影山 利郎, Kageyama Toshiro), né le 21 juin 1926 et mort le 31 juillet 1990 est un joueur de go professionnel japonais.

## Biographie
Kageyama est né en 1926 dans la préfecture de Shizuoka, au Japon. En 1948, il remporte le plus prestigieux tournoi de Go amateur du Japon, le tournoi de Honinbo amateur. L'année suivante, il passe avec succès l'examen de professionnel.
Kageyama est deux années de suite le finaliste de la Coupe du Premier Ministre ; il s'incline la première année contre Otake Hideo, puis contre Hoshino Toshi l'année suivante. Son style, très calme et faisant appel à de profonds calculs, est similaire à celui qu’adopta Ishida Yoshio par la suite.
La plus brillante réussite de sa carrière est, d’après lui, sa victoire sur Rin Kaiho en demi-finales de la Coupe du Premier Ministre. Rin est à l’époque le Meijin en titre, considéré comme le meilleur joueur de go du Japon. Kageyama livre un commentaire sur cette partie dans son livre, Lessons in the Fundamentals of Go :

« Les expériences comme celle que je vais décrire font qu’il est impossible de s’arrêter de jouer au go. Nous étions en 1965. J’avais atteint les demi-finales de la Coupe du Premier Ministre, et lors du match qui devait me mener en finale, je réussis à accomplir l’exploit le plus marquant de ma vie en battant le Meijin de l’époque, Rin Kaiho. Le souvenir de cette partie est encore si fort aujourd’hui qu’il m’est embarrassant de songer à ce que l’on pensera à la lecture de ce commentaire, mais qu’importe. Cette partie est le chef d’œuvre de toute une vie. »

## Rang
- 1. Dan 1949
- 2. Dan 1950
- 3. Dan 1951
- 4. Dan 1953
- 5. Dan 1955
- 6. Dan 1961
- 7. Dan 1977